# Суслопаров Іван Олексійович

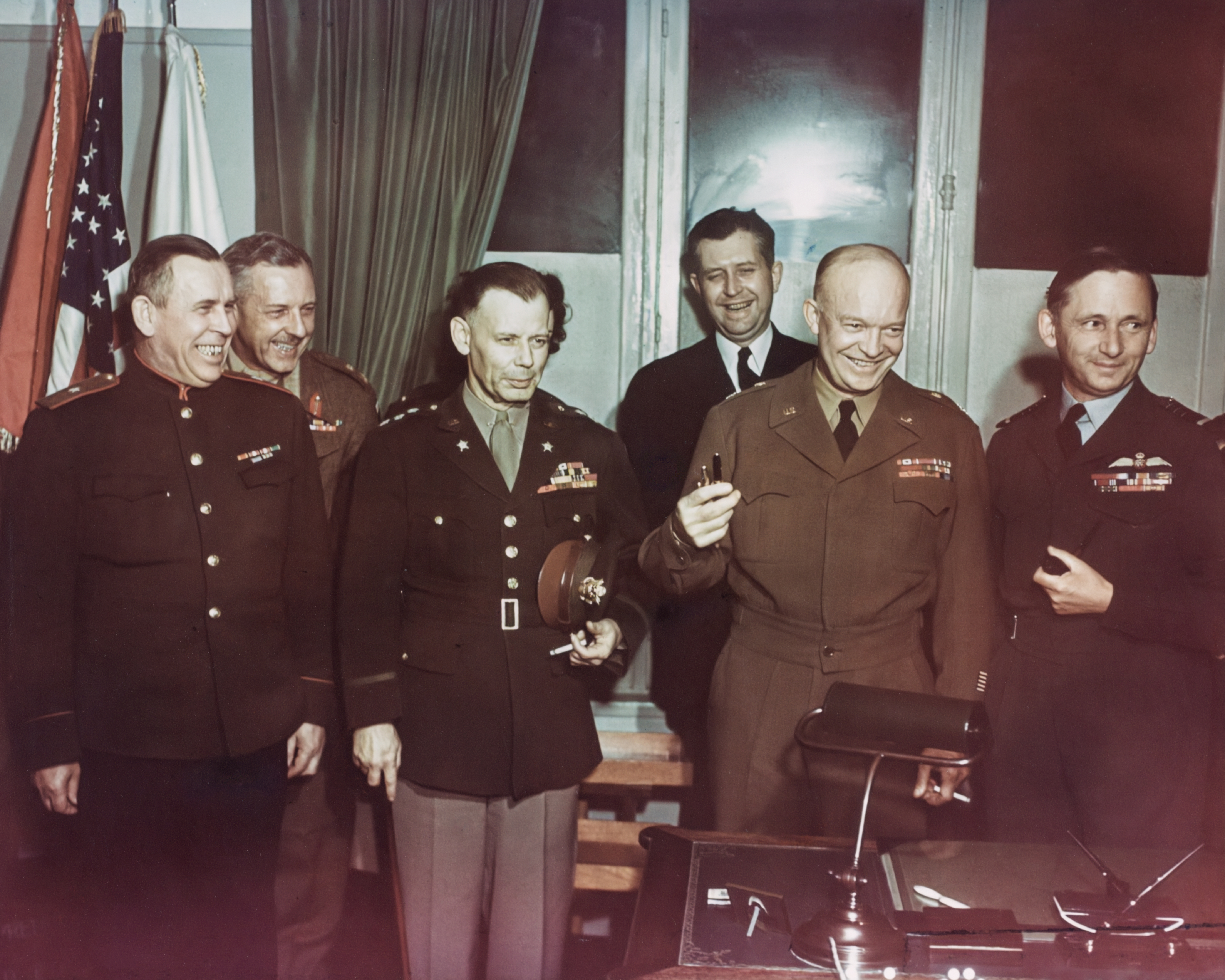
Після підписання капітуляції. У першому ряду: Іван Суслопаров, Вальтер Беделл Сміт, Ейзенхауер, Дуайт Ейзенхауер, Артур Теддер

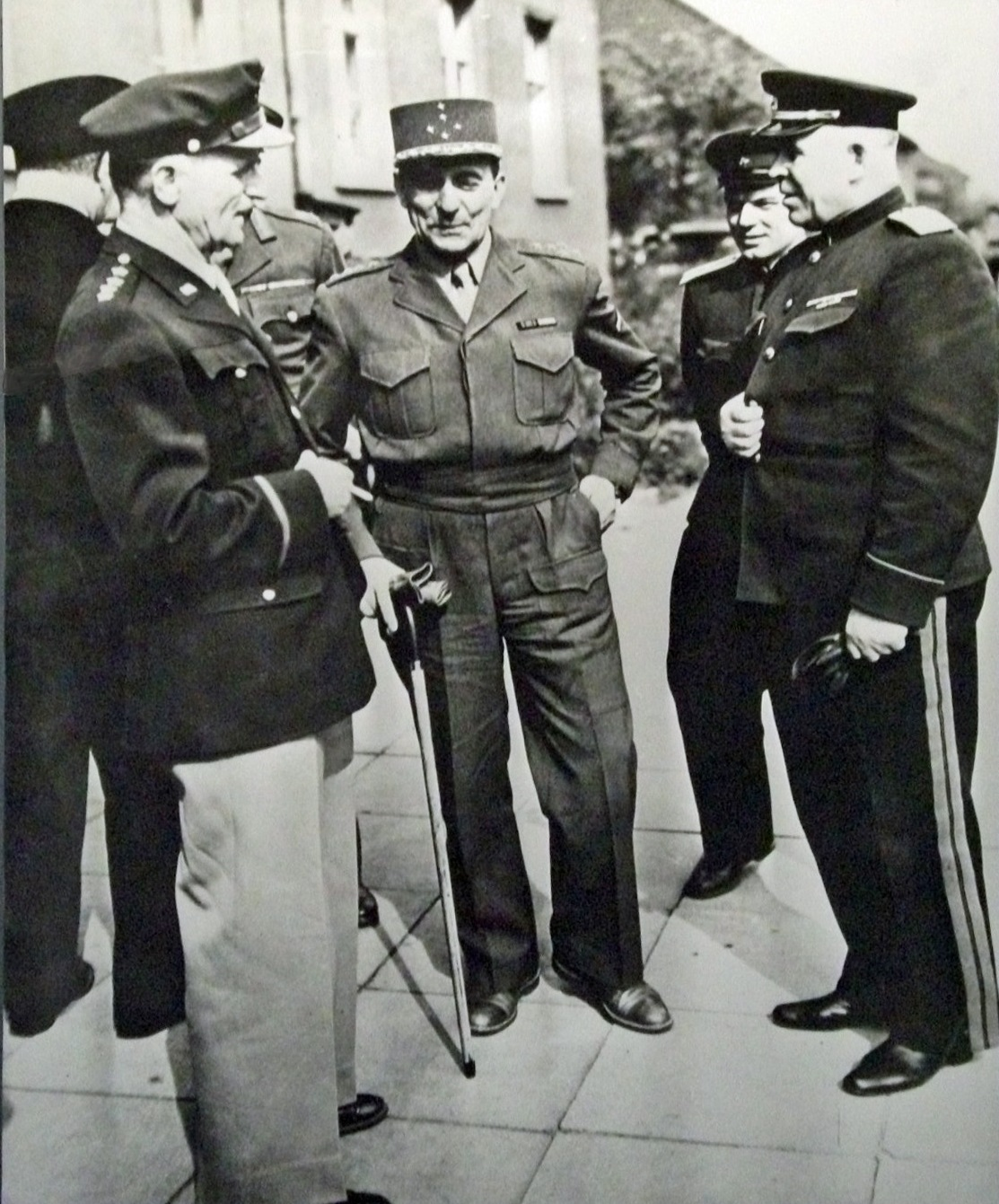
Учасники підписання капітуляції, праворуч — Іван Суслопаров. Реймс, 7 травня 1945 року

Суслопаров Іван Олексійович (19 жовтня 1897 року, дер. Крутихінці, Вятський повіт, Вятська губернія, Російська імперія — 16 грудня 1974 року, Москва, СРСР) — радянський військовий діяч, дипломат і розвідник, генерал-майор артилерії (19). Військовий аташе при посольстві СРСР у Франції (1939—1941), начальник радянської військової місії у Франції при штабах союзних військ (1944—1945). Учасник Першої світової війни, Громадянської війни в Росії та Великої Вітчизняної війни.
7 травня 1945 року від імені радянського командування підписав у Реймсі, не маючи на те повноважень, Акт про капітуляцію Німеччини, який у радянській та російській історіографії став називатися «попереднім протоколом капітуляції», оскільки потім на вимогу Верховного Головнокомандувача І. В. Сталіна відбулося вторинне підписання капітуляції в ніч із 8 на 9 травня 1945 року в передмісті Берліна Карлсхорсте.

## Інтернет-ресурси
- Photo in Reims; most likely he's second from left, with a one-star Major General shoulder stripes

- Суслопаров Иван Алексеевич — советский генерал, kum-biblio.ru (russisch)
- Суслопаров Иван Алексеевич, pobeda1945.su (russisch)
- Суслопаров Иван Алексеевич (1897–1974), biografiaru.wordpress.com (russisch)